# تاس (خبرگزاری)
تاس (روسی: ТАСС)، یک خبرگزاری مهم و مشهور در روسیه است که در سال ۱۹۰۴ میلادی پایه‌گذاری شد.
تاس قدیمی ترین و بزرگترین خبرگزاری کشور روسیه و چهارمین خبرگزاری بزرگ جهان (پس از رویترز، آسوشیتد پرس و خبرگزاری فرانسه) است.
این خبرگزاری متعلق به دولت روسیه است و دفتر مرکزی آن در شهر مسکو واقع شده‌است.
خبرگزاری تاس ۷۰ دفتر در روسیه و کشورهای مستقل همسود دارد. در قسمت «درباره ما» وبسایت این خبرگزاری گفته شده که تاس در حال حاضر ۱۷۰۰  کارمند در   ۶۲ دفتر نمایندگی در ۵۳ کشور جهان دارد.
این خبرگزاری روزانه ۳۰۰۰ خبر و ۷۰۰ عکس در قالب شش زبان منتشر می کند. 
پس از فروپاشی اتحاد جماهیر شوروی، این خبرگزاری در سال ۱۹۹۲ میلادی به «ایتار-تاس» تغییر نام داد اما مجدداً در سال ۲۰۱۴ میلادی به همان نام ساده‌تر «تاس» بازگشت.